# Гевгелія
Гевгелія, також Гевгелій, Гевгелі і Гевгеліє (мак. Гевгелија, алб. Gjevgjelia, грец. Γευγελή — Гевгели, серб. Ђевђелија — Джевджелія) — місто в Республіці Македонії, центр громади Гевгелія.

## Географія

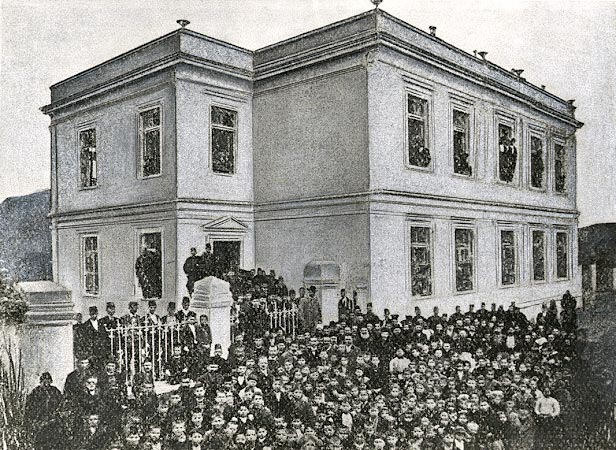
Гевгелія, грецька школа, на початку XX століття

Гевгелия знаходиться в області Бойм на південному кордоні Північної Македонії, на правому березі річки Вардар, на головній автомобільній магістралі Белград — Афіни.

## Населення
За результатами перепису 2002 року з 15685 жителів міста — 15093 македонці.

## Відомі уродженці
- Георгіос Вафопулос (грец. Γεώργιος Βαφόπουλος, 1903–1996) — грецький поет.